# キンキーブーツ (ミュージカル)
『キンキーブーツ』（Kinky Boots ）は、トニー賞およびグラミー賞受賞者シンディ・ローパーの作詞作曲、トニー賞受賞者ハーヴェイ・ファイアスタインの脚本によるブロードウエイ・ミュージカル。実話を基にしたジェフ・ディーンとティム・ファースの脚本による2005年の映画『キンキーブーツ』を基にしている。
主人公はイギリスの倒産しかけている靴工場のお堅いオーナーであるチャーリーと、後に事業の救世主となるドラァグ・クイーンのローラである。チャーリーとローラは初めは仲が良くなかったが、工場がこれまでの紳士用フォーマル靴製造からドラァグ・クイーン用の靴製造へ移行する計画を実行する過程で、互いにそれほど違いがないことに気付く。
2006年にミュージカル化の計画が始まり、2010年までに製作 チームが決定した。2012年10月、シカゴにあるバンク・オブ・アメリカ劇場にてジェリー・ミッチェルの演出および振付、チャーリー役にスターク・サンズ、ローラ役にビリー・ポーターが配役されてミュージカル『キンキーブーツ』が初演された。2013年にはブロードウエイに進出し、3月3日からのプレヴュウ公演を経て4月4日から正式に上演されている。2014年から全米ツアーが行なわれている。
2013年に公開されたブロードウエイ作品ではミュージカル『マチルダ』が好評であり、『キンキーブーツ』は劇評および興行収入でやや低評価であった。しかし公開から1ヶ月以内に週間興行収入に見る観客数はライバル作品を上回り、その後のトニー賞発表後は爆発的ヒットとなった。トニー賞では年間最多の13部門にノミネートされ、ミュージカル作品賞、ローパーへのオリジナル楽曲賞を含む6部門を受賞した。ローパーにとってブロードウエイ作品の初作曲であり、オリジナル楽曲賞初の単独女性受賞者となった。キャスト・アルバムはビルボードのキャスト・アルバム・チャート初登場第1位、Billboard 200初登場第51位を獲得した。
この作品のオリジナルプロデューサーの1人川名康浩は、2013年日本人初となるトニー賞ベストミュージカルを受賞、またウエスト・エンド (ロンドン)公演にもプロデューサーとして参加し、2016年ローレンス・オリヴィエ賞・最優秀新作ミュージカル賞を受賞した。

## 背景および製作
ミュージカル『キンキーブーツ』は、1999年のBBC Twoのドキュメンタリー『Trouble at the Top 』のエピソードを基にした同名映画『キンキーブーツ』に着想を得た。実話を基にしており、ドキュメンタリーのエピソードは閉鎖寸前の家族経営の靴工場であるW・J・ブルックス社のスティーヴ・ペイトマンに焦点を当て、再起をかけて紳士靴工場から「Divine Footwear 」というブランドで男性用の個性的な靴を製造する話であった。トニー賞受賞プロデューサーのダリル・ロスは、2006年のサンダンス映画祭でこの映画を鑑賞し、そのハートと精神性に心を惹かれた。そのテーマは彼女の心に残り、ミュージカル作品としての見込みがあると考えた。それとはまた別にホル・ラフティグはロンドンでこの映画を鑑賞し、その「ハートと人間性(そして存在感のある「レディ」)はミュージカル化によく合っている」と考えた。年内にロスはトニー賞およびローレンス・オリヴィエ賞受賞プロデューサーのラフティグと組んで舞台化権を手に入れた。
2008年半ばまでに、ロスとラフティグは将来性のある演出家のジェリー・ミッチェルと会議を重ねたが、まだ脚本家が決まっていなかった。ロスが映画のDVDをミッチェルに送ると、彼はこの作品に夢中になった。ロスとラフティグはミッチェルを演出に、ハーヴェイ・ファイアスタインを脚本に採用した。ミッチェルはファイアスタインとシンディ・ローパーが友人であることを知っており、ミュージカル製作の最高のチームになることを確信していた。ファイアスタインはこれに同意し、「ミュージカル化の機会において、音楽性に幅がありショーの音楽と共に「クラブ・ミュージックを書ける人」」を考えて最終的にローパーに作曲を打診した。2010年6月、ローパーは製作チームに参加した。『キンキーブーツ』以前、ローパーはアルバム『Memphis Blues 』を手掛け、ファイアスタインは『ニュージーズ』製作中であった。ローパーにとって、2006年にブロードウエイでRoundabout Theatre Company の『三文オペラ』に出演するなど舞台出演経験はあるが、『キンキーブーツ』はローパーにとってミュージカル作品初作曲となった。ファイアスタインはこれまで『ラ・カージュ・オ・フォール』、『Torch Song Trilogy 』など、ドラァグ・クイーン関連作品を手掛けたことがあった。ローパーはドラァグ・クイーンに共感すると語っていた。
ファイアスタインとローパーはそれぞれの分野で高い称賛を受けている。ファイアスタインは『Torch Song Trilogy 』で男優賞および脚本賞、『ヘアスプレー』で男優賞、『ラ・カージュ・オ・フォール』で脚本賞とトニー賞4部門を受賞した。ローパーはチャート上位に入るシンガーソングライターおよび女優であり、グラミー賞、エミー賞など多くの賞を受賞している。ファイアスタインは映画の舞台化において、工場再建物語から工場再建を歌い語るドラァグ・クイーン物語に変えると記した。彼は大きな違いとして「相反する2人の若者が実は多くの共通点があり、それぞれが父親の呪縛から解き放たれる必要があると気付く」ミュージカルになると語った。ローパーの音楽性の幅は、子供の頃に聴いた両親のレコード『南太平洋』、『ウエスト・サイド物語』からアーロン・コープランドの『アパラチアの春』やポップス歌手のラナ・デル・レイまで幅広く影響を受けている。『ニューヨーク・タイムズ』のパトリック・ヒーリーによるインタビューで、ローパーとファイアスタインは許容および自己受容の問題解決の手段としての父と子の関係性や普遍性のテーマを強調した。
2011年10月6日、読み合わせが始まり、ローパーは積極的に音楽の改良を行なった。2012年1月、ロスは1ヶ月以内にワークショップを行なうこと、スターク・サンズとビリー・ポーターが主演に配役されたことを発表した。2012年8月、プロデューサーは2013年4月4日にブロードウエイ初演をすることを発表した。

## あらすじ

### 第1幕
チャーリー・プライス少年はノーザンプトンで代々続く靴工場プライス&サンの4代目に成長する。一方ミッドランズで育った別の少年（後のローラ）は、赤い女性用のハイヒールに興味を引かれ、厳しい父親に怒られる。
数年後、チャーリーの父親は歳を取ったためチャーリーに工場を継がせようとするが、チャーリーは不動産業でのキャリアアップを願い地位にこだわる婚約者のニコラと共にロンドンへの引越を切望していた(The Most Beautiful Thing )。
チャーリーがロンドンでアパートをやっと見つけると同時に、父親が急死。葬式のために急遽戻ってきたチャーリーは、工場が実は破産寸前であることを知る。工場は高品質の紳士靴を製造しているが、高価でしかもお洒落ではないためあまり売れていなかった。チャーリーは父の遺産を引き継ぎ工場を守ることを決心するが、プライス&サンのブランドにはこだわりがない。チャーリーを幼少期から知る従業員たちだが、彼の経営方針には懐疑的で反感を持つ。
チャーリーはロンドンに戻り、友人で業界仲間のハリーとパブで会い、工場再建について相談する。ハリーは一時的な解決策しか提案できず、チャーリーに流れに逆らわないことと忠告する(Take What You Got )。パブを出たチャーリーは2人の酔っ払いに絡まれている女性を見つけ、助けるべく仲裁しようとしたが殴られて意識を失う。彼が目を覚ますとそこは怪しいナイトクラブで、彼が助けようとした女性はこのクラブでバックダンサーのエンジェルズを率いるナンバーワンドラァグ・クイーンのローラであった(Land of Lola )。まだ意識が朦朧としているチャーリーだったが、ショーの出演者たちのハイヒールが男性の体重を支えるようにできていないことに気付く。しかしローラは高価でも壊れやすいこのハイヒールが自身の舞台に不可欠であると語る。
チャーリーは工場に戻り、不本意ながらも従業員の解雇を開始する。製造部門のローレンはチャーリーから解雇を告げられると激怒し、他の経営難の靴工場はニッチ市場を開拓して生き残っていると告げる。これによりチャーリーにアイデアが浮かび(Land of Lola (リプライズ))、ローラを工場に招待して男性向けの婦人靴のデザインを依頼する(Charlie's Soliloquy /Step One )。
ローラとエンジェルズが工場にやってきた。ローラはチャーリーの第1作目に不満を漏らす。工場の女性陣はすぐさまローラの味方となり、ローラは手早く靴のデザイン画を描き、最重要課題は断然セックス・アピールだと語る(The Sex is in the Heel )。工場長のジョージはローラのデザインを実務的に分析し、ローラに3週間後に控えるミラノで行われる高名な品評会まで滞在し、工場を守るために「キンキーブーツ」(異性靴)ラインのデザインをしてもらうべく取り計らうようにとチャーリーに進言する。男性従業員から悪い態度を取られていたローラであったが、チャーリーにおだてられて渋々了承する。
チャーリーは工場をキンキーブーツ製造に方針転換することを告げる。彼はアイデアをくれたローレンに感謝をし、彼女を昇進させる。ローレンはチャーリーに恋し始めていることに気付く(The History of Wrong Guys )。
翌日、ローラは男性の服装で登場し、現場主任のドンと仲間たちにからかわれる。落胆したローラはバスルームに引きこもり、チャーリーはローラを慰めようとする。ローラは子供の頃父親からボクシングのトレーニングを受けていたが、ドラァグの恰好で試合に登場して勘当されたことを語る。チャーリーとローラは互いに父親へのコンプレックスという共通点に気付き、ローラは自分の本名はサイモンであると明かす(Not My Father's Son )。
ニコラがロンドンから戻り、上司が策案したコンドミニアムへの工場跡地再開発プランを語る。チャーリーは拒否するが、父親が生前、チャーリーは工場を継がないものとしてこの計画に同意していたことを知りショックを受ける。チャーリーは売却を拒否し、直後に従業員たちはキンキーブーツ第1作の完成に歓喜する(Everybody Say Yeah )。

### 第2幕
しかし、従業員の多くはこの大きな方針転換に熱心ではなかった。特にその中の一人であるドンはローラに不快感を表していた。ローラはドンに反論し、女性従業員たちを味方につけた。女性たちにとってはドンよりもローラの方が理想的な人物となる(What a Woman Wants )。ローラはドンにどちらが本物の男か、互いの提案による賭けを持ち掛ける。ドンはパブでのボクシング・マッチを提案する。ローラがボクシング経験者であることを知っているチャーリーは不安になる。ローラはドンから簡単に点をとるが、最終的にドンに勝たせる(In This Corner )。後に2人きりになった際、ドンはなぜローラがドンに勝たせたのか尋ね、ローラはドンに仲間の前で恥をかかせたくなかったと語る。ローラの賭けの提案は「誰かをありのままで受け入れる」ことであった。
チャーリーはミラノでの品評会に間に合わせるため身銭を切って工場に投資するが、製品の細かい粗が目について苛立ち、従業員の作業が手抜きだとして怒りにまかせてやり直しを命じる。そこへチャーリーの工場再建への妄想にうんざりしているニコラがやってきて別れを切り出す。一方ローラは製造についてある計画を練っており、チャーリーの承諾を得ないまま準備を進める。ローラは品評会のランウエイにプロのモデルではなくエンジェルズを登場させようとしていたのだ。チャーリーは困惑し、ローラを激しく非難して他の従業員たちの前で恥をかかせる。ローラは出ていき、従業員たちも続いて出ていく。一人になったチャーリーは、工場を続けるのは父親のためなのか自分のためなのか葛藤する(Soul of a Man )。
ローレンはチャーリーを見つけ、工場に戻るよう諭す。工場ではドンが他の従業員たちを呼び戻し、ミラノの品評会のためにブーツを完成させようと一週間無給で奮闘していたのだ。チャーリーは驚くと同時に喜び、ローレンにドンは借りを返してローラを受け入れたのかを尋ねる。ローレンはドンが受け入れたのはローラではなくチャーリーだと応える。
ミラノ行きの空港へ向かう時、チャーリーはローラの留守電に心を込めた謝罪を吹き込む。その頃ローラは故郷の老人ホームで慰問公演を行なっていた。ステージを降り、車椅子に乗った父親に語り掛け、心を通わせる(Hold Me in Your Heart )。
チャーリーとローレンはミラノに到着するが、モデルがいないためチャーリー自身がランウェイを歩くことを決心し、ローレンは驚く(The History of Wrong Guys (リプライズ))。品評会は失敗に終わるかと思われたが、ローラとエンジェルズがミラノに到着して危機を救う。チャーリーとローレンは初めてキスを交わし、全員で「キンキーブーツ」の成功を祝う(Raise You Up /Just Be )。

## オリジナル・キャスト
| 役名                 | オリジナル・ブロードウエイ・キャスト | オリジナル全米ツアー・キャスト |
| -------------------- | ------------------------------------ | ------------------------------ |
| チャーリー・プライス | スターク・サンズ                     | スティーヴン・ブース           |
| ローラ/サイモン      | ビリー・ポーター                     | カイル・テイラー・パーカー     |
| ローレン             | アナリー・アシュフォード             | リンゼイ・ニコル・チャンバーズ |
| ニコラ               | リナ・ホール                         | グレイス・ストックデイル       |
| ミスター・プライス   | スティーブン・バーガー               | デイヴィッド・マクドナルド     |
| サイモン・シニア     | ユージン・バリー・ヒル               | ホレイス・V・ロジャース        |
| ドン                 | ダニエル・シャーマン                 | ジョー・クーツ                 |
| ジョージ             | マーカス・ニヴァイル                 | クレイグ・ウエルツコ           |
| パット               | トリー・ロス                         | ボニー・ミリガン               |
| ハリー               | アンディ・ケルソ                     | マイク・ロンゴ                 |
| トリシュ             | ジェニファー・ペリー                 | アメリア・コーマック           |
| リチャード・ベイリー | ジョン・ジェフリー・マーティン       | ロス・リカイツ                 |
| ミラノの舞台監督     | アディナ・アレキサンダー             | アン・トルペギン               |
| チャーリー少年       | セバスチャン・ヘッジズ・トーマス     | アンソニー・ピカレロ           |
| サイモン少年         | マーキーズ・ニール                   | アンドリュー・セオ・ジョンソン |
| マギー               | キャロライン・ボウマン               | ブレア・ゴールドバーグ         |

ブロードウエイ代役
- 2014年1月27日、アンディ・ケルソがスターク・サンズの後任でチャーリー・プライス役に配役された。[30]
- 2014年3月4日、ジェナ・ド・ウォールがアナリー・アシュフォードの後任でローレン役に配役された[30][31]。
- 2014年3月4日、コートニー・ウォルフソンはリナ・ホールの後任でニコラ役に配役された[31]。
- 2014年6月24日から9月30日、ヘイヴン・バートンは一時的にジェナ・ド・ウォールの代役でローレン役に配役された[32]。

## 音楽
ローパーは作曲開始当初、異なるキャラクターそれぞれの一貫性が必要なことを考えた。ローパーは当時の苦労について「いったいどれほどファッション、おかしな関係、人々の心変わり、そして靴のことを広げて書けばいいのよ」と冗談を言った。ローパーが作曲した1曲目は歌声の音域の幅広いオープニングの曲であった。曲が思い浮かぶとiPhoneに吹き込み、編曲家のスティーブン・オレマスが楽譜に起こした。オレマスはその後「ハーモニーにメロディを吹き込み、シーンや歌に合う付随音楽を作成」し、曲を編曲した。音楽性は「個性に合わせた歌詞に合わせたポップ、ファンク、現代風タンゴなど」幅広い。『ニューヨーク・タイムズ』の批評家メリナ・ライジックは「さびや盛り上がる曲が多いが、『キンキーブーツ』の感動的なシーンは双方の親の心情を表すいくつかのバラードであった」と記した。
オーケストラではキーボード、パーカッション、ベース、ギター、リード楽器、ヴァイオリン、ヴィオラ、チェロ、トランペット、トロンボーンの12名で構成されている。

### 2013年のブロードウエイ公演で使用された楽曲
| 第1幕 - Price & Son Theme/The Most Beautiful Thing - ミスター・プライス, チャーリー少年, サイモン少年(ローラ), ニコラ, チャーリー、カンパニー - Take What You Got - ハリー, チャーリー、クラブの客 - Land of Lola - ローラ、エンジェルズ - Land of Lola (リプライズ) - ローラ、エンジェルズ‡ - Charlie's Soliloquy - チャーリー - Step One - チャーリー - Sex is in the Heel - ローラ, パット, ジョージ, エンジェルズ, ローレン, チャーリー、工場労働者 - The History of Wrong Guys - ローレン - Not My Father's Son - ローラ、チャーリー - Everybody Say Yeah - チャーリー, ローラ, ローレン, エンジェルズ、工場労働者 | 第2幕 - Price & Son Theme (リプライズ) - カンパニー‡ - What a Woman Wants - ローラ, パット, ドン, ジョージ、女性工場労働者 - In This Corner - ローラ, Don, Pat, Trish, エンジェルズ、工場労働者 - Charlie's Soliloquy (リプライズ) - チャーリー - Soul of a Man - チャーリー - The History of Wrong Guys (リプライズ) - ローレン‡ - Hold Me in Your Heart - ローラ - Raise You Up/Just Be - カンパニー |

‡オリジナル・ブロードウエイ・キャスト・アルバムには含まれていない。

### 2012年のシカゴ公演で使用された楽曲
| 第1幕 - Price & Son Theme - 全員 - The Most Beautiful Thing - 全員 - Take What You Got - ハリー, チャーリー、クラブの客 - Land of Lola - ローラ、エンジェルズ - Beware The Black Widow - ローラ、エンジェルズ - I Come To The Rescue - チャーリー - Sex is in the Heel - ローラ, パット, ジョージ, エンジェルズ, 工場労働者 - The History of Wrong Guys - ローレン - Not My Father's Son - ローラ、チャーリー - Everybody Say Yeah - チャーリー, ローラ, ローレン, エンジェルズ、工場労働者 | 第2幕 - Price & Son Theme (リプライズ) - カンパニー - What a Woman Wants - ローラ, パット, ドン, ジョージ、女性工場労働者 - In This Corner - ローラ, ドン, パット, トリシュ, エンジェルズ、工場労働者 - So Long, Charlie - ニコラ - Soul of a Man - チャーリー - Hold Me in Your Heart - ローラ - Raise You Up/Just Be - 全員 |

### 収録
2013年5月28日、ローパー、オレマス、ウイリアム・ウイットマンによるプロデュースのブロードウエイ・オリジナル・キャスト・アルバムが発表された。ビルボード初登場時、キャスト・アルバム・チャート第1位、Billboard 200第51位となり、2年前の『ブック・オブ・モルモン』以降、ブロードウエイ・キャスト・レコーディングのチャートで最高となった。シカゴでの試験興行の前、ビルボードのクラブ・チャートにおいて『Sex Is in the Heel 』がトップ10にランクインし、この25年間でブロードウエイの楽曲で初めてのランクインとなった。2013年6月、Wayne G. & LFBにより『Land of Lola 』のダンス・リミックスが発表された。このアルバムは『プレイビル』誌上でスティーヴン・サスキンにより高評価を受け、グラミー賞ミュージカル・シアター・アルバム部門を受賞した。

## プロダクション

### シカゴおよびブロードウエイ
2012年2月6日、『シカゴ・トリビューン』は『キンキーブーツ』のプロデューサーがブロードウエイ公演の試験興行としてイリノイ州での公演を検討していると報じた。2月22日、ブロードウエイ公演前のシカゴ興行が2012年10月に行なわれることが発表された。6月28日、シカゴ公演の出演者が発表された。2012年9月、ニューヨークにある新42丁目劇場でリハーサルが行われた。2012年10月2日、シカゴにあるバンク・オブ・アメリカ劇場でブロードウエイ前公演が開幕し、11月4日に閉幕した。公演はミッチェルによる演出および振付、デイヴィッド・ロックウエルによる装置デザイン、グレッグ・バーンズによる衣装、ケネス・ポズナーによる照明、ジョン・シャイヴァーズによる音響で上演された。音楽監督および編曲はスティーブン・オレマスであった。演出およびデザイン・チームはこれまで高い評価を受けて数々の賞を受賞してきた。ミッチェルは2005年に『ラ・カージュ・オ・フォール』再演でトニー賞を受賞し、バーンズとポズナーもトニー賞に受賞したことがあり、ロックウエルはトニー賞などに複数回ノミネートされたことがあった。
ミッチェルとロックウエルは以前『ヘアスプレー』。『キャッチ・ミー・イフ・ユー・キャン』、『キューティ・ブロンド』でコラボレートしたことがあった。ミッチェルは『ニューヨーク・タイムズ』に、第1作のキンキーブーツが完成してお祝いのダンスに合わせてブーツがベルトコンベアに乗ってくる『Everybody Say Yeah 』のシーンでは役者がこのベルトを動かすため安全に気を付け改良を重ねなければいけなかったと語った。デザイナーのデレク・マクレーンは『キンキーブーツ』のベルトコンベア・ダンス・シーンのように振付家と装置デザイナーがコラボレートすることはよくあると語った。マクレーンはベルトコンベアは複数で構成され、分割されてあちこちに動き回る様子は4インチ(12cm)のヒールを履いた男たちのダンスにアクセントを付けており物語の背景によく合い、この一連の動きに感銘を受けたと語った。ベルトコンベアに敬意をこめて、彼は「ベルトコンベアがこのように驚きの連続で、実際危険そうな動きでダイナミックに使われることはかつてなかった。私が知っている中で、装置デザインと振付のスリリングなコンビネーションの1つである」と語った。
試験興行の後、チームは曲のカットおよび、チャーリーのための新曲とドラァグ・クラブでの2曲目の追加、脚本の修正を行なった。ブロードウエイ公演がAl Hirschfeld Theatre にて2013年3月3日からプレヴュウ公演が行なわれ、4月4日に正式に開幕した。シカゴおよびブロードウエイの出演者はローラ役にビリー・ポーター、チャーリー役にスターク・サンズ、ローレン役にアナリー・アシュフォードが配役された。ポーターは特に批評家の称賛を受けた。
『ニューヨーク・タイムズ』は2012年から2013年のシーズンで、ブロードウエイ新作ミュージカルの多くは「映画や本から着想を得ている」、また『キンキーブーツ』は「継続している失業率、財政難、工業の衰退」などを含む問題が現代と重なる部分があると記した。2013年6月9日のトニー賞までに『キンキーブーツ』は興行面で『マチルダ』と競っていた。しかし開幕から1ヶ月足らずで『キンキーブーツ』は週の興行収入で上回った。『キンキーブーツ』はトニー賞においてミュージカル作品賞を含む、シーズン最高の6部門で受賞した。翌日、チケットは125万ドル売り上げ、観劇するにはだいぶ先のチケットでも前売券を購入する必要があった。トニー賞受賞数週間後の7月上旬にはチケット購入のための泊まり込みが始まったため、購入権は抽選で決まることになった。『キンキーブーツ』はAl Hirschfeld Theatre におけるチケット売り上げ記録を更新し、30週間の公演で比較的早く1,350万ドルの経費を回収し、近年の大掛かりなミュージカル作品の中でもより速い回収となった。2013年10月、ブロードウエイの公演において、『ブック・オブ・モルモン』に続き2番目にプレミア価格の高い作品となった。2015年2月4日現在、1億3,500万ドルの収益を上げた。
11月28日、全米で放送されたメイシーズ・サンクスギヴィング・デイ・パレードでフィナーレのシーンが披露されたが、多くの視聴者が家族向けの番組に不適切だとコメントした。ファイアスタインはこの放送により偏見が減りLGBTの人々への寛容さが増したと語った。

### その他のプロダクション
2014年9月4日、ラスベガスにあるスミス・センターにて全米ツアー公演が始まった。ローラ役はカイル・テイラー・パーカーが配役された。
2015年6月、全員カナダ人キャストによるトロント・プロダクションの公演がロイヤル・アレキサンドラ劇場で開幕予定である。
2014年11月25日から2015年2月8日まで韓国のソウルにある忠武アートホールで韓国プロダクションによる公演が予定された。
2015年にウエスト・エンドプロダクションによる公演が予定され、ミッチェルが会場と交渉中である。

## 受賞歴
当初『マチルダ』が有力候補とされていたが、『キンキーブーツ』および『PIPPIN』再演が開幕すると激戦となっていった。2013年度初頭、『キンキーブーツ』が優位となりドラマ・リーグ・アワードのミュージカル・プロダクション賞、ポーターおよびサンズがパフォーマンス賞にノミネートされ、プロダクション賞を受賞した。
アウター・クリティクス・サークル・アワードにおいて9部門でノミネートされ、新作ブロードウエイ・ミュージカル作品賞、新作楽曲賞、ポーターに対するミュージカル男優賞の3部門を受賞した。
ドラマ・デスク・アワードでは2部門しかノミネートされず、ポーターがミュージカル男優賞を受賞した。
『ニューヨーク・タイムズ』劇評家のパトリック・ヒーリーはトニー賞投票者が『マチルダ』について「暗く」「やや冷淡」と評していると報じ、「『マチルダ』の緻密なすじは脚本賞に値するが、『キンキーブーツ』の温かさはその得点を覆す可能性がありトニー賞ミュージカル作品賞を獲得するかもしれない」と予測した。
『キンキーブーツ』はトニー賞最多となる13部門にノミネートされた。
『ニューヨーク・タイムズ』が「批評家からの評判が高い」と評した『マチルダ』は12部門でノミネートされ、うち11部門は『キンキーブーツ』もノミネートされていた。批評家からの評判に加えて『マチルダ』はドラマ・デスク・アワードのミュージカル作品賞を受賞し、またローレンス・オリヴィエ賞史上最多受賞となっていた。にもかかわらず『キンキーブーツ』はミュージカル作品賞、ローパーのオリジナル楽曲賞を含むこの年最多のトニー賞6部門を受賞した。なおオリジナル楽曲賞を女性が単独で受賞したのはこの時が初めてであった。
製作チームはアメリカ人であり、『ガーディアン』のアメリカ人レヴュウ・ライターであるデイヴィッド・コートは『キンキーブーツ』の受賞について「イギリスの作品である『マチルダ』は、（イギリスが舞台ではあるが）アメリカ発のミュージカルである『キンキーブーツ』のバランスの取れた愛」が勝因だったと分析した。他にポーターに主演男優賞、シャイヴァーズに音響デザイン賞、ミッチェルに振付賞、オレマスに編曲賞が与えられた。ファイアスタイン、サンズ、アシュフォード、演出のミッチェル、他3名のデザイナーはノミネートはされたが受賞には至らなかった。また2013年のアーティオス賞でブロードウエイ・ミュージカルキャスティング賞を受賞した。
2016年、ローレンス・オリヴィエ賞・最優秀新作ミュージカル賞、マット・ヘンリーが最優秀主演男優賞、グレッグ・バーンズが最優秀衣裳賞を受賞。

## 批評
2012年10月のシカゴ公演開幕時、『シカゴ・トリビューン』の批評家クリス・ジョーンズは『キンキーブーツ』について「心温まる、感じの良い、豪華で、涙をそそる、寛大で上品なスケールの」プロダクションであると記した。ブロードウエイ開幕前、他の批評家は音楽、脚本、演出、そしてポーターの演技を称賛し、その後チームはオープニングの曲をより効果的にしたりまた第2幕のペースを改良し、チャーリーとローレンのロマンスの芽生えを観客に分かりやすくするための導入部が必要となったのでローレン役のアシュフォードに台詞や演技を追加したという。
ブロードウエイ開幕公演では賛否両論であった。『ロサンゼルス・タイムズ』の劇評家チャールズ・マクナルティは「ファイアスタインの伝えたいことはきちんと伝わってくる」が「商業的でなければとても楽しかっただろう」としながらも、ローパーの音楽について「ストーリーに沿わない」「初歩的な間違い」と批判した。『デイリー・ニューズ』のJoe Dziemianowicz は「この脚本は足に全く合わない靴のように問題がある」としたが、「ミッチェルのプロダクションは全速力で動き」「ポーターにとってローラ役は当たり役」とし、ローパーの「多様な驚くべき楽しい」音楽は工場の靴よりも魅力があり、「この公演の本当の見せ場」は音楽にあることを証明したと記した。『ガーディアン』でデイヴィッド・コートはノーザンプトンが舞台のこの作品にアメリカ人俳優を起用したことについてリアリティを失っていると記した。『ウォール・ストリート・ジャーナル』は「ゲイのダンサーを起用したイギリスの労働階級の偽善的なお涙頂戴のエンディング。『キンキーブーツ』は役者が台詞を言う前にネタバレするようなミュージカルである。音楽も、シンディによる80年代後期の忘れ去られた定番のB面曲」であると批判した。『バーゲン・レコード』のレヴュウでは「致命的な欠点はドラマティックなお約束の結末である。このためひどく退屈なミュージカル」であるとし、「ありふれた」「作り話」と記した。『トーキン・ブロードウエイ』でもネガティヴなレビュウであった。『ヴィレッジ・ヴォイス』、『AMニューヨーク』、NBCでははっきりした表現は避けた。
『ニューヨーク・タイムズ』のベン・ブラントリーは「印象を受けた」とし、近年の人気ミュージカルと比較し「『フル・モンティ』(ミッチェル振付)や『リトル・ダンサー』のように、経営不振のイギリスの工場街では失業率が高く、気持ちの高揚が必要である。『ラ・カージュ・オ・フォール』や『プリシラ』のようにドラァグ・クイーンが盛り上げてくれる。また『ヘアスプレー』とトーンが似て、『キンキーブーツ』は観客の情熱を引き出し、偏見を打ち消し、既成概念を超越する」と高評価を記した。ブラントリーはローパーの「感傷的で奇抜な彼女のトレードマークの音楽」と「愛のこもった熱い音楽」に圧倒され、衣装やブーツをデザインしたグレッグ・バーンズは観客を赤いブーツに釘付けにしたと記した。しかしブラントリーはファイアスタインの脚本については特に第2幕で「不快で説教くさい」「お決まりのストーリー」であるとした。『タイム・アウト・ニューヨーク』の劇評家は「現代の著名ミュージカルの典型」と記した。AP通信は「自分たちと重ねることができる昔から愛される父子の物語と独特な赤いブーツ。ハーヴェイ・ファイアスタインは舞台に魔法をかけた」としつつも、「第2幕は全く不要であり、おかしな英国訛りでくだらない靴の話がだらだらと続く」とした。『エンターテインメント・ウィークリー』は「シンディ・ローパーの音楽は心に訴えるものがあり称賛に値する」と記した。『ニューヨーク・マガジン』、『ニューヨーク・ポスト』、『ワシントン・ポスト』、『バラエティ』からは高評価を得た。『ニューヨーク・タイムズ』、『タイム・アウト・ニューヨーク』、『ニューヨーク・マガジン』による批評家選出作品、および『エンターテイメント・マガジン』による必見作品の1つに選ばれた。

## 日本での上演
日本では、2016年に小池徹平と三浦春馬のW主演で初演、大盛況で連日スタンディングオベーションの嵐が続いた。主要キャストが続投した2019年の再演でも全45公演満席で閉幕した。日本版演出協力と上演台本は岸谷五朗、訳詞を森雪之丞が担当した。2022年の再演では、下述の通り三浦春馬が亡くなったため、ローラ役が城田優に交代。2025年の再演ではメインキャストがほぼ一新され、さらにチャーリー・ローラ・ローレンはWキャストとなった。

### 日本版キャスト
|                      | 2016年・ 2019年 | 2022年         | 2025年               |
| -------------------- | --------------- | -------------- | -------------------- |
| チャーリー・プライス | 小池徹平        | 小池徹平       | 東啓介・有澤樟太郎   |
| ローラ               | 三浦春馬        | 城田優         | 甲斐翔真・松下優也   |
| ローレン             | ソニン          | ソニン         | 田村芽実・清水くるみ |
| ニコラ               | 玉置成実        | 玉置成実       | 熊谷彩春             |
| ドン                 | 勝矢            | 勝矢           | 大山真志             |
| ジョージ             | ひのあらた      | ひのあらた     | ひのあらた           |
| パット               | 飯野めぐみ      | 飯野めぐみ     | 飯野めぐみ           |
| トリッシュ           | 白木美貴子      | 多岐川装子     | 多岐川装子           |
| ハリー               | 施鐘泰（JONTE)  | 施鐘泰（JONTE) | 中谷優心             |

### 受賞歴
- 小池徹平：第42回菊田一夫演劇賞 演劇賞[110]
- 三浦春馬：第24回読売演劇大賞 優秀男優賞、杉村春子賞[110]、第10回 WOWOW presents〜勝手に演劇大賞2019 男優賞[111]
- 第10回 WOWOW presents〜勝手に演劇大賞2019 作品賞[111]

### 特記事項
2020年7月18日、ローラ役を演じた三浦春馬が逝去し、完売していた同作のサントラCD（日本版初演時の音源を使用したライブ録音）が再販された。また、同作の映像化を求めた署名活動が行われ、ブロードウェイサイドの厚意により「特別な許諾」として、同年10月27日、同ミュージカルの公式YouTubeチャンネルで 「Kinky Boots Haruma Miura Tribute movie」 と題された約22分間の特別映像が公開された。シンディ・ローパーをはじめとするクリエイティブスタッフから寄せられたメッセージや三浦の未公開映像なども盛り込まれ20分強の映像となっている。動画は公開日から1日間で100万回再生を突破した。そして、2022年に行われる再上演にあたり、城田優がローラ役を引き継ぐことが決定した。